# جنبش فلکیش
جنبش فلکیش (به آلمانی: Völkische Bewegung) جنبشی قومی و ملی‌گرایانه در آلمان بود که از اواخر سده ۱۹ میلادی تا دوران نازی فعالیت داشت. این جنبش از انگارهٔ «خون و خاک» الهام گرفته و بر پایه‌های نژادگرایی، عوام‌گرایی، ارض‌گرایی، و ملی‌گرایی رمانتیک شکل گرفته بود و با افزایش هر چه بیشتر زمینهٔ قومی و اختصاصی آن، از ۱۹۰۰ به بعد رویکردی یهودستیزانه نیز به خود گرفت.
جنبش فلکیش دارای مجموعه ای از باورهای منسجم نبود بلکه «خرده‌فرهنگی متنوع» بود که از مخالفت با تغییرات اجتماعی-سیاسی مدرن برمی‌خاست. تنها عامل مشترک در میان نظریه‌پردازان این جنبش اما افسانهٔ «نوزایی ملی» بود که خود برگرفته از رسوم مردم باستانی آلمان به‌شمار می‌رفت. این نوزایی و تولد دوباره یا توسط «آلمانی‌سازی» مسیحیت – که دینی ابراهیمی و در نتیجه سامی بود و از خاور نزدیک نشات گرفته بود – می‌بایست صورت پذیرد یا با رد هر میراث مسیحی موجود در آلمان تا به وسیله آن پاگانیسم ژرمنی دوباره بازسازی شود. در تعریفی محدود، فلکیش تنها به آن گروه‌هایی گفته می‌شود که باور به طبقه‌بندی انسان‌ها بر پایه خود و نژاد، یا ویژگی‌های ارثی داشتند.

## تاریخچه

### ریشه‌ها در سده ۱۹ ام
جنبش فلکیش در اواخر سده ۱۹ ام میلادی با الهام از رمانتیسم آلمانی و شیفتگی به گونه ای رایش قرون وسطایی شکل گرفت. وحدت با تأخیر مردم آلمانی‌زبان تحت یک رایش آلمانی در سده ۱۹ ام خود به شکل‌گیری این جنبش یاری رساند.
اگرچه عنوان Völkisch نزدیکی با واژهٔ Volk (عوام یا عوام‌الناس در آلمانی) دارد و در می‌توانست مفهومی دربرگیرندهٔ قشر پایین جامعه باشد، اما نظریه‌پردازان جنبش فلکیش توانستند به Völkisch بار و جهتی برتری‌طلبانه با سمت و سوی بالا بودن مردم آلمانی بر دیگر مردمان دهند. اندیشمندانی که توسط کسانی چون آرتور دو گوبینو (۱۸۱۶–۱۸۸۲)، ژرژ واشه د لپوژ (۱۸۵۴–۱۹۳۶)، هیوستون استیوارت چمبرلین (۱۸۵۵–۱۹۲۷)، لودویگ ولتمان (۱۸۷۱–۱۹۰۷) یا آلکسی کارل (۱۸۷۳–۱۹۴۴) رهبری می‌شدند به ارائه برداشتی ناقص از نگرهٔ فرگشتی داروین پرداختند تا بتوانند بر پایه آن «جدل نژادی» و دیدگاه پاکسازی نژادی را توجیه کنند. آن‌ها ساختاری نژادگرایانه و دارای طبقه‌بندی اجتماعی از مردم جهان متصور بودند که در آن آریایی‌ها (یا مردم ژرمن) در قلهٔ «نژاد سفید» قرار می‌گرفتند. به باور آن‌ها خلوص و پاکیزگی این مردمان توسط عناصر خارجی، به ویژه نژاد سامی و یهودیان، آسیب دیده بودند.

### پیش از جنگ جهانی نخست
واژهٔ Volk در این دوره برای اشاره به انواع جدیدی از ملی‌گرایی‌های قومیتی استفاده می‌شد و توسط حزب‌های سوسیالیستی بین‌المللی به عنوان مترادفی بر پرولتاریا در سرزمین‌های آلمانی به کار گرفتهٔ شد. در میان چپ‌ها، عناصر فرهنگ مردمی به حزب‌های متشکل از طبقه متوسط گسترش یافتند. اگرچه دلبستگی اصلی جریان عرفانی ژرمنی در زنده ساختن دوبارهٔ سنت‌های پاگان بومی بود، مسئلهٔ پاکی نژاد ذهن زیربخش‌های سیاسی این جریان را مشغول خود کرده بود. همه انجمن‌های فولکلور پیوندخورده با ملی‌گرایی رمانتیک اما صرفاً در آلمان واقع نشده بودند؛ جنبش Völkisch هوادارانی نیز در اتریش و سوییس داشت.

### جمهوری وایمار
خلأ سیاسی و فضای عدم قطعیت پس از جنگ جهانی نخست باعث پدید آمدن زمینه ای مناسب برای رشد موفق گروه‌های گوناگون Völkish به ویژه در برلین شد، اما اگرچه تعداد این گروه‌ها به سرعت در جمهوری وایمار بالا رفت، تعداد پیروان و شرکت‌کنندگان آن‌ها چندان بالا نبود. تعدادی از نویسندگان Völkish تلاش کردند تا آنچه به باورشان آیینی به راستین آلمانی (Deutschglaube) بود با معرفی دوبارهٔ خدایان باستانی ژرمن زنده سازند. چندین انجمن سری همچون آریوسوفی به نگره‌های Völkisch متصل بودند، و گروه‌های هنری و اشخاصی چون لودویگ فارنکروگ (۱۸۶۷–۱۹۵۲) و فیدوس (۱۸۶۸–۱۹۴۸) در میان Völkischها قرار می‌گیرند.

## تأثیر بر نازی‌ها
نظریه‌پردازان völkisch تأثیر زیادی در شکل‌گیری نازیسم داشتند. در راه‌پیمایی معروف ۱۹۲۷ نورمبرگ، یوزف گوبلس مدعی شد که اگر جنبش مردمی (völkisch) توانسته بود قدرت را دریابد و هزاران تن را به خیابان‌ها بکشاند، می‌توانست به قدرت سیاسی در ۹ نوامبر ۱۹۱۸ برسد؛ روزی که در آن پادشاهی در آلمان پس از انقلاب ۱۹۱۸–۱۹۱۹ آلمان به رهبری حزب سوسیال دموکرات به پایان رسید. برداشت نژادپرستانهٔ نازی‌ها در لفافهٔ واژگان به کار گرفته شده در جنبش völkisch قرار داشت؛ یوگن فیشر، رئیس مؤسسه کایزر ویلهلم که خود از اعضای حزب نازی بود، برای اعضای حزب سخنرانی با عنوان «شکل‌گیری حکومت völkisch-محور از دیدگاه زیستی» (۲۹ ژوئیه ۱۹۳۳) انجام داد. نشان سواستیکا نیز برآمده از باورهای جنبش فلکیش بود که در نهایت به نازیسم رسید.
در ژانویه ۱۹۱۹، انجمن تول (Thule) از جمله انجمن‌های جنبش فلکیش نقش مهمی در شکل‌گیری حزب کارگران آلمان که بعدها با نام «حزب ناسیونال سوسیالیست کارگران آلمان» یا نازی شناخته شد، داشت. اعضای تول که بعدها به حزب نازی پیوستند شامل رودلف هس، آلفرد روزنبرگ، هانس فرانک، گوتفرید فدر، دیتریش اکارت، و کارل هارر بودند.